# Christopher Wilkinson
Christopher Wilkinson (New York, 29 marzo 1950) è uno sceneggiatore statunitense.

## Biografia

### Vita privata
Dal 1997 è sposato con la vignettista Cathy Guisewite, dalla quale ha avuto anche un figlio; il secondo, includendo un altro nato da una precedente relazione.

## Carriera

### I primi anni
Da sempre interessato al cinema e alla musica, ha frequentato la scuola cinematografica della Temple University. Debuttando con documentari amatoriali e industriali a Filadelfia, a causa dei pochi soldi che aveva a disposizione all'epoca, si rendeva spesso unico operatore dei propri lavori, occupandosi di regia, sceneggiatura, produzione e altri processi di realizzazione vari, motivando con ciò, il suo impiego in diversi settori del cinema. Infatti, è attivo grosso modo nel campo delle sceneggiature, ma talvolta riveste anche il ruolo di produttore cinematografico (Giorni di gloria... giorni d'amore, Io e Beethoven) o di regista di seconda unità (Trappola d'amore, Il fiume dell'ira).
Prima di esordire nel cinema, ha lavorato come cameraman per la ESPN, girando diversi documentari per la PBS, alcuni dei quali hanno ottenuto riconoscimenti e note di merito. Proprio in questo periodo, girò "Engine 2, Ladder 3", un breve documentario sui pompieri che lavoravano nei ghetti, mostrato al Maine Photographic Workshop in un seminario condotto da Mark Rydell. Impressionato da quanto fatto da Wilkinson, Rydell lo avvicinò, offrendogli il posto di regista di seconda unità in un suo film: Il fiume dell'ira, con Mel Gibson e Sissy Spacek.

### In coppia con Stephen Rivele
Negli anni Ottanta, per conto di Rydell, iniziò a leggere dalle 20 alle 30 sceneggiature a settimana, dato il suo ruolo di produttore (Pazza, Figli di un dio minore e L'uomo della luna), iniziando a pensare seriamente di poterne scrivere una. A Filadelfia, tramite amici, fece la conoscenza di Stephen J. Rivele, giornalista e romanziere. Mentre Rivele stava lavorando a un pezzo, gli venne l'idea di poterlo usare come spunto per un potenziale film, e Wilkinson iniziò a dedicargli parte del suo tempo. Cinque anni dopo, i due terminarono la sceneggiatura, inviandola alla compagnia di produzione HandMade Films.
Nei primi anni Novanta, Oliver Stone annunciò che avrebbe diretto un film su Richard Nixon. Inizialmente disinteressato, vista l'antipatia che Wilkinson nutriva per l'ex presidente, in seguito, si mise al lavoro su un cartaceo insieme a Rivele, spedendolo via fax all'indirizzo di Stone. Nonostante i due pensassero che Stone non avrebbe mai accettato di dirigere il loro lavoro, invece, il giorno seguente, il regista li contattò, offrendogli un posto da sceneggiatori sotto contratto. I due impiegarono sei settimane a scrivere il film, utilizzando all'incirca 70 fonti su cui basarsi.
Dopo aver lavorato ben nove settimane alla scrittura di Alì con Will Smith, ispirato alla vita del pugile Muhammad Ali, i due si sono occupati anche della scrittura di alcuni progetti cinematografici rimasti in sviluppo, come Houdini di Ang Lee e Sins of the Father di Jim Sheridan.
Nel 2003 la Warner Bros. incaricò Wilkinson e Rivele di scrivere Kleopatra, un progetto epico per ridare vistosità al genere peplum tratto dell'omonimo romanzo storico di Karen Essex; anticipandogli 1,5 milioni di dollari per la sola scrittura del trattamento. I due spesero oltre sei mesi di lavoro per scrivere la prima bozza di sceneggiatura, a causa della storicità del materiale di fondo ricco di dettagli difficili da mettere su pellicola, ma anche per le difficoltà portate dall'adattare per il grande schermo un personaggio già trasposto 17 volte nel passato, cercando quindi, qualcosa di nuovo per dare un nuovo contorno alla storia. Wilkinson definì Kleopatra come il progetto più impegnativo della sua carriera.
Insieme al socio Rivele ha scritto la sceneggiatura e/o collaborato alla scrittura di diversi film previsti per il futuro, tra i quali Embedded , Moneyball , Pawn Sacrifice , Mulkey  e un film sul defunto cantante Tupac Shakur .

## Filmografia
- Echoes (1980) - sceneggiatore/direttore/produttore
- Engine 2, Ladder 3 (1982) - sceneggiatore/direttore/produttore
- Il fiume dell'ira (The River) (1984) - direttore della seconda unità
- Pazza (Nuts) (1987) - sceneggiatore(non accreditato)
- Penrod (1990) - sceneggiatore/direttore/produttore
- Nobody's Home (1990) - sceneggiatore/direttore/produttore
- Giorni di gloria... giorni d'amore (For the Boys) (1991) - direttore della seconda unità/produttore associato
- Trappola d'amore (Intersection) (1994) - direttore della seconda unità/supervisore post produzione
- Gli intrighi del potere (Nixon) (1995) - sceneggiatore
- Alì (2001) - sceneggiatore
- Io e Beethoven (Copying Beethoven) (2006) - sceneggiatore/produttore
- Virtuosity (2014)[13][14] - sceneggiatore/direttore/produttore
- La grande partita (Pawn Sacrifice) (2014) - sceneggiatore/produttore esecutivo
- Miles Ahead, regia di Don Cheadle (2015) - soggetto/sceneggiatore/produttore esecutivo
- The Miles Davis Documentary (2016) - soggetto/sceneggiatore/produttore
- Bruce Lee - La grande sfida (Birth of the Dragon) (2016) - sceneggiatore/produttore
- All Eyez on Me (2017) - sceneggiatore
- Gemini Man (2019) - sceneggiatore coautore